# فرهنگ غفاری
فرهنگ غفاری کتابی از امیرجلال الدین غفاری است که در سال ۱۳۳۶ منتشر و برندهٔ جایزه کتاب سال سلطنتی شد.
این کتاب یک فرهنگ لغت جامع فارسی به فرانسه است که در هشت جلد تالیف شده است.